# Доктор Хаус (4-й сезон)
Четвёртый сезон американского телесериала «Доктор Хаус», премьера которого состоялась на канале Fox 25 сентября 2007 года, а заключительная серия вышла 19 мая 2008 года, состоит из 16 эпизодов. Четвёртый сезон был сокращён с 24 до 16 серий из-за забастовки американских сценаристов.

## В ролях

### Основной состав
- Хью Лори — доктор Грегори Хаус
- Лиза Эдельштейн — доктор Лиза Кадди
- Омар Эппс — доктор Эрик Форман
- Роберт Шон Леонард — доктор Джеймс Уилсон
- Дженнифер Моррисон — доктор Эллисон Кэмерон
- Джесси Спенсер — доктор Роберт Чейз
- Питер Джейкобсон — доктор Крис Тауб
- Кэл Пенн — доктор Лоренс Катнер
- Оливия Уайлд — доктор Реми «Тринадцатая» Хадли

### Второстепенный состав
- Энн Дудек — доктор Эмбер Волакис
- Эди Гатеги — доктор Джеффри Коул
- Энди Комо — доктор Трэвис Бреннан
- Кармен Аргензиано — Генри Томпсон
- Майкл Мишель — доктор Самира Терзи
- Мелинда Дал — доктор № 15А
- Кейтлин Дал — доктор № 15Б
- Дженнифер Кристал-Фоли — Рэйчел Тауб
- Морис Годин — доктор Лоуренс Гурани

### Приглашённые актёры
- Стив Валентайн — фокусник Финн (эпизод 4×8 — «Лучше тебе не знать»)
- Джереми Реннер — Джимми Куидд (эпизод 4×9 — «Игры»)
- Лиана Либерато — Джейн (эпизод 4х10 — «Чудесная ложь»)
- Томас Уилсон — Лу (эпизод 4х6 — «Готовы на всё»)
- BooG!e — Dreadlocks (эпизод 4×15 — «Голова Хауса»)

## Эпизоды
| № общий | № в сезоне | Название                                         | Режиссёр             | Автор сценария                                                                             | Дата премьеры    | Зрители в США (млн) |
| --- | ---------- | ------------------------------------------------ | -------------------- | ------------------------------------------------------------------------------------------ | ---------------- | ------------------- |
| 71 | 1          | «Один» «Alone»                                   | Деран Сарафян        | Сюжет : Питер Блейк Телесценарий : Питер Блейк и Дэвид Шор                                 | 25 сентября 2007 | 14.52               |
| Молодая женщина сильно пострадала во время обрушения здания. Но ни одно из её многочисленных повреждений не может объяснить высокую температуру. Доктор Кадди пытается заставить Хауса взять на работу новых врачей в отделение диагностической медицины. Но Хаус против и заключает с Кадди сделку: если до конца дня он поставит пациентке диагноз, Кадди придётся признать, что Хаус может работать один. Всем врачам госпиталя запрещено разговаривать с Хаусом и ему приходится пойти на крайнюю меру — взять себе в помощники уборщика. Диагноз: Аллергическая реакция на цефалоспорин, перепутанные медицинские карты.                     |            |                                                  |                      |                                                                                            |                  |                     |
| 72 | 2          | «То, что нужно» «The Right Stuff»                | Деран Сарафян        | Дорис Иган и Леонард Дик                                                                   | 2 октября 2007   | 17.44               |
| К Хаусу обращается женщина-пилот, которая скрывает от NASA свою болезнь, вызывающую дезориентацию. Сорок кандидатов на должность в диагностическом отделении должны не только вылечить её, но и сохранить её секрет. Диагноз: Болезнь Гиппеля — Линдау |            |                                                  |                      |                                                                                            |                  |                     |
| 73 | 3          | «97 секунд» «97 Seconds»                         | Дэвид Платт          | Рассел Френд и Гарретт Лернер                                                              | 9 октября 2007   | 18.03               |
| Оставшиеся десять кандидатов соревнуются, стараясь как можно быстрее поставить диагноз парализованному пациенту, который медленно задыхается несмотря ни на что. Самого Хауса мучают мысли о странном пациенте, намеренно воткнувшем нож в розетку прямо на глазах у Хауса. Форман на новом месте работы сталкивается со старыми проблемами. Диагноз: Стронгилоидоз (пациент умирает) |            |                                                  |                      |                                                                                            |                  |                     |
| 74 | 4          | «Ангелы-хранители» «Guardian Angels»             | Деран Сарафян        | Дэвид Хоселтон                                                                             | 23 октября 2007  | 18.10               |
| Хаус и его команда лечат женщину, которая считает, что общается с призраками. По приказу Хауса испытуемые работники отправляются на задание на кладбище. Диагноз: Эрготизм (отравление алкалоидами спорыньи) |            |                                                  |                      |                                                                                            |                  |                     |
| 75 | 5          | «Зеркало, Зеркало» «Mirror, Mirror»              | Дэвид Платт          | Дэвид Фостер                                                                               | 30 октября 2007  | 17.29               |
| Мужчина, попавший в госпиталь с проблемами дыхания, не может вспомнить, кто он. У потерявшего память пациента Giovannini's Mirror Syndrome — он примеряет на себя личности тех, кого видит. Форман вынужден вновь вернуться в команду Хауса, где должен наблюдать за кандидатами. Диагноз: Эперитрозооноз (заражение риккетсиями через экскременты свиней) |            |                                                  |                      |                                                                                            |                  |                     |
| 76 | 6          | «Готовы на всё» «Whatever It Takes»              | Хуан Хосе Кампанелья | Сюжет : Томас Л. Моран Телесценарий : Томас Л. Моран и Питер Блейк                         | 6 ноября 2007    | 18.17               |
| ЦРУ приглашает Хауса поставить диагноз одному из агентов, но не желает давать почти никакой информации о нём, и на помощь готова только Самира, врач, работающий на ЦРУ. Форман и оставшиеся шесть кандидатов заняты женщиной-автогонщиком, потерявшей сознание во время соревнований. Диагноз: Гонщица — тепловой удар, отравление таллием; агент — отравление селеном |            |                                                  |                      |                                                                                            |                  |                     |
| 77 | 7          | «Урод» «Ugly»                                    | Дэвид Стрэйтон       | Шон Уайтселл                                                                               | 13 ноября 2007   | 16.95               |
| Чейз готов провести операцию Кенни, подростку с сильно деформированным лицом, но у того происходит сердечный приступ. Команда Хауса оказывается под прицелом кинокамер телекомпании, снимающей фильм о Кенни, а сам Хаус начинает жалеть, что пригласил Самиру в госпиталь Принстон-Плейнсборо. Диагноз: Болезнь Лайма (клещевой боррелиоз) |            |                                                  |                      |                                                                                            |                  |                     |
| 78 | 8          | «Лучше тебе не знать» «You Don’t Want to Know»   | Лесли Линка Глаттер  | Сара Хесс                                                                                  | 20 ноября 2007   | 16.88               |
| Во время трюка с водяной камерой у фокусника начинается кровотечение, и Катнеру и Коулу приходится вытаскивать его из воды. Хаус придумал команде новое испытание: тот, кто принесёт ему нижнее бельё Кадди, получит иммунитет и сможет выбрать двоих кандидатов на выбывание. Диагноз: Аутоиммунная гемолитическая анемия из-за системной красной волчанки |            |                                                  |                      |                                                                                            |                  |                     |
| 79 | 9          | «Игры» «Games»                                   | Деран Сарафян        | Эли Атти                                                                                   | 27 ноября 2007   | 16.96               |
| Хаус обещает, что тот кандидат, которому удастся поставить диагноз гитаристу-панку, останется в его команде. Уилсон неожиданно обнаруживает, что один из его диагнозов был неверен, и его умирающий пациент будет жить. Диагноз: Корь |            |                                                  |                      |                                                                                            |                  |                     |
| 80 | 10         | «Чудесная ложь» «It’s A Wonderful Lie»           | Мэтт Шекман          | Памела Дэвис                                                                               | 29 января 2008   | 22.56               |
| У женщины внезапный паралич рук, а Хаус начинает понимать, что ему, кажется, попался пациент, который не лжёт. Рождественский эпизод. Диагноз: Рак груди в смещённых тканях груди |            |                                                  |                      |                                                                                            |                  |                     |
| 81 | 11         | «Во льдах» «Frozen»                              | Дэвид Стрэйтон       | Лиз Фридман                                                                                | 3 февраля 2008   | 29.04               |
| Врач, работающая на исследовательской станции на Южном полюсе, неожиданно чувствует сильные боли. Погода мешает покинуть станцию, но с госпиталем можно связаться с помощью видеоконференции. Перед Хаусом стоит сложная задача: набор лекарств на станции ограничен, из аппаратов под рукой только рентген, один из работников станции ранен, а молодая женщина отказывается принимать медикаменты, пока ей не будет поставлен диагноз. Хаусу приходится использовать всю свою изобретательность, чтобы придумать простейшие диагностические тесты, которые можно сделать даже на Южном полюсе. Диагноз: Жировая эмболия из-за сломанного пальца |            |                                                  |                      |                                                                                            |                  |                     |
| 82 | 12         | «Никогда не меняйся» «Don’t Ever Change»         | Деран Сарафян        | Леонард Дик и Дорис Иган                                                                   | 5 февраля 2008   | 23.15               |
| Женщина теряет сознание на собственной свадьбе. Пациентка рассказывает, что совсем недавно она приняла новую религию и стала последовательницей хасидизма. Может быть, причины её болезни кроются в её прошлой жизни, которая была отнюдь не кошерной? Диагноз: Нефроптоз (опущение почки) |            |                                                  |                      |                                                                                            |                  |                     |
| 83 | 13         | «Прощайте, мистер Добряк» «No More Mr. Nice Guy» | Деран Сарафян        | Дэвид Хоселтон и Дэвид Шор                                                                 | 28 апреля 2008   | 14.51               |
| В госпитале забастовка медсестёр, и один пациент ждёт своей очереди уже целый день, но он ничуть не сердит. Хаус решает, что его добродушие — симптом какой-то болезни. Команда начинает подозревать, что на самом деле болен сам Хаус. Хаусу и Эмбер удаётся установить совместную «опеку» над Уилсоном. Диагноз: Болезнь Шагаса (американский трипаносомоз) |            |                                                  |                      |                                                                                            |                  |                     |
| 84 | 14         | «Воплощающая мечты» «Living the Dream»           | Дэвид Стрэйтон       | Сара Хесс и Лиз Фридман                                                                    | 5 мая 2008       | 13.26               |
| Доктор Хаус похищает актёра, играющего главную роль в его любимом сериале «Страсть по рецепту», потому что уверен, что тот болен. Но сам актёр считает, что с ним всё в порядке, так же считает и команда Хауса. В это время Кадди озабочена инспекцией, которая проходит в госпитале, а Уилсон мучается проблемой выбора нового матраса. Диагноз: Аллергия на хинин |            |                                                  |                      |                                                                                            |                  |                     |
| 85 | 15         | «Голова Хауса» «House’s Head»                    | Грег Яйтанс          | Сюжет : Дорис Иган Телесценарий : Питер Блейк, Дэвид Фостер, Рассел Френд и Гарретт Лернер | 12 мая 2008      | 14.84               |
| В результате аварии автобуса Хаус получает серьёзную травму головы, которая приводит к частичной амнезии. Он помнит, что один из пассажиров чем-то опасно болен, и перед аварией он успел поставить ему диагноз, но не может вспомнить, кто этот пассажир. Диагноз: Воздушная эмболия во время лечения зубов |            |                                                  |                      |                                                                                            |                  |                     |
| 86 | 16         | «Сердце Уилсона» «Wilson’s Heart»                | Кэти Джейкобс        | Питер Блейк, Дэвид Фостер, Рассел Френд и Гарретт Лернер                                   | 19 мая 2008      | 16.16               |
| Эмбер при смерти, а Хаус всё ещё не может вспомнить, какой симптом он видел у неё перед аварией. Он поддаётся на уговоры Уилсона и соглашается на смертельно опасный эксперимент над собственным мозгом, который должен помочь вернуть ему память. Диагноз: Интоксикация амантадином из-за терминальной посттравматической почечной недостаточности и гепатаргии (Эмбер умирает) |            |                                                  |                      |                                                                                            |                  |                     |